# Steven Adler
 Der er for få eller ingen kildehenvisninger i denne artikel, hvilket er et problem. Du kan hjælpe ved at angive troværdige kilder til de påstande, som fremføres i artiklen.

Steven Adler (født Michael Coletti; 22. januar 1965 i Cleveland, Ohio) er bedst kendt for for at have været trommeslager i hard rock-bandet Guns N' Roses fra 1985 til 1990. Han spiller i dag i bandet "Adlers Appetite".

## Historie

### Tidlig karriere
Stevens musik karriere startede da han og hans bedste ven Slash dannede bandet "Road Crew" de søgte med det samme en bassist med en annonce i lokal avisen "Los Angeles Times". Duff McKagan (Senere Guns N' Roses medlem) reagerede på annoncen. Bandet slutter relativt hurtigt, pga. manglende sanger. Senere bliver Adler og Slash medlemmer i "Hollywood Rose" sammen med Axl Rose og Izzy Stradlin (begge også senere Guns N' Roses medlemmer). Izzy forlod hurtigt Hollywood Rose efter de nye medlemmers indtræden, grundet et skænderi med Axl. Et par måneder senere sluttede bandet Hollywood Rose, hvorefter Axl bliver medlem af LA Guns (Med Tracii Guns som leder). Izzy bliver også senere et medlem, og Axl ændrer bandets navn til Guns N' Roses, da han ikke føler sig tryg ved at de andre ser Tracii som lederen. På dette tidspunkt er Guns N Roses: Axl Rose, Tracii Guns, Izzy stradlin, Rob Gardner og danske Ole Beich fra Esbjerg.

### Guns N' Roses
Hurtigt blev Ole fyret grundet af uenigheder med Axl, og blev erstattet af Duff. Senere bliver Tracii fyret grundet manglende fremmøde og erstattet af Slash. Senere da Duff booker dem en tour fra Los Angeles til Seattle melder Rob Gardner sig ud og Adler bliver på Slash's opfordring hans erstatning. Denne lineup anses af mange for at være de "rigtige" eller "originale" Guns N' Roses.
Adler medvirkede på de to første GN'R album: det multi-platin sælgende Appetite for Destruction og G N' R Lies. Adler's arbejde optrådte også på en enkelt sang på Use Your Illusion II, det første nummer "Civil War", selv om hans trommespor siges at være kraftigt redigeret. 
I 1987, brækkede en tydeligt beruset Adler sin hånd, da han slog en gadelampe efter et barslagsmål. Fred Coury fra bandet Cinderella erstattede ham ved koncerter indtil han var klar til at spille igen. I 1989 American Music Awards, hvor Guns N 'Roses udførte deres seneste single, "Patience", indtog Don Henley (fra The Eagles) trommerne i stedet for Adler. Officielt blev der tilskrevet et tilfælde af influenza, men senere blev det afsløret, at Adler faktisk havde været i afvænning for stofmisbrug på det tidspunkt. 
Problemerne fortsatte i 1990, da de indspillede "Civil War" som soundtrack til en film. Rose har efterfølgende sagt i et interview, at "Civil War blev indspillet godt 60 gange" på grund af problemer med Adler. Slash, udtalte i en anden artikel at bandet var nødt til at redigere trommesporet til "Civil War", blot for at blive i stand til at spille over det. Efter Adler's egne udsagn, forsøgte han at spille sangen "20, måske 30 gange." Under indspilningen var Adler stadig kraftigt påvirket og afhængig af heroin.

### Fyring
Adler blev kort efter fyret fra bandet, men blev genindsat efter undertegnelsen af en kontrakt, hvori han lovede at stoppe med at bruge heroin. I juli 1990, udførte han med Guns N 'Roses showet Farm Aid IV i Indiana. Det skulle senere vise sig at blive hans sidste optræden med bandet. Da problemerne i studiet fortsatte, blev han formelt fyret den 11. juli 1990, under optagelsen af Use Your Illusion I og Use Your Illusion II albummerne, og blev erstattet af Matt Sorum fra The Cult. Den officielle begrundelse for sin afgang, var at hans tunge stofmisbrug havde taget overhånd, og forhindrede hans evne til at arbejde. Geffen Records der arbejdede sammen med Guns N' Roses, bekræftede denne påstand i et interview offentliggjort fra 1999, "Steven Adler kunne finde på at dukke op i studiet helt høj af stoffer. Indspilningerne blev afbrudt i flere dage, da han ikke kunne holde rytmen optimalt."

### Retssag mod Guns N' Roses
I oktober 1991 indgav han en retssag mod sine tidligere Guns N 'Roses bandmedlemmer, angiveligt fordi de havde snydt ham med den kontrakt de havde tvunget ham til at underskrive. I et interview fra 2005 udtalte Adler, "Doug Goldstein kaldte mig ind på kontoret omkring to uger senere. Han ville have mig til at underskrive nogle kontrakter. Jeg fik at vide, at hver gang jeg tog heroin, vil bandet give mig en bøde på $ 2.000. Der var en hel stak papirer, med farvede papirclips overalt hvor der skulle underskrives. Hvad disse kontrakter rent faktisk sagde, var, at bandet betalte mig $ 2.000 for at forlade bandet. De tog mine rettigheder, og mit værk. De kunne ikke lide mig mere, og bare ville have mig væk. Derfor anlagde jeg en retssag mod dem – for at få alle disse ting tilbage." Adler's retssag mod sin tidligere Guns N 'Roses bandmedlemmer blev afgjort uden retsmøde i 1993. Adler vandt, og han modtog en erstatning på $ 2.250.000 Dollars og fik 15% af rettighederne for alt hvad han har indspillet med bandet.

### Adler's Appetite
Efter mange års kamp med sin afhængighed, blev Adler i 2003 medlem af bandet "Suki Jones" dannet af Kerri Kelly (tidligere Slash's Snakepit). Senere skiftede bandet navn til "Adler's Appetite" og Steven blev gjort til leder. Bandet udgav i 2005 deres første EP og arbejder stadig i dag på at udgive deres debut album, som forventes udgivet i løbet af 2011. Stofferne i Adler's liv er angiveligt fortid. Axl Rose og Steven Adler har i dag et venskabeligt forhold til hinanden, og Steven håber på en genforening af Appetite for Destruction lineuppen Guns N' Roses.